# Edelknecht
Ein Edelknecht (auch: Knecht in der Formel „Ritter und Knechte“, Edelknabe, Armiger, Wappner, Wepeling oder Wäpeling) war ein adliger, ritterbürtiger, erwachsener, aber (noch) nicht zum Ritter geschlagener oder mit dem Schwert umgürteter mittelalterlicher Reiterkrieger. In der modernen Literatur wird oft auch der Begriff „Knappe“ verwendet, wobei sich aber inhaltliche Überschneidungen zu dem als Hilfsperson eingesetzten Schildknappen ergeben. Der Edelknecht war demgegenüber ein vollwertiger Reiterkrieger mit entsprechender Ausrüstung, der im 15. Jahrhundert oft bis zu 90 % der reisigen (berittenen) Krieger einer Truppe stellte. Im englischsprachigen Bereich werden Ritter (Knights) und Edelknechte (Esquires/Squires) für das Spätmittelalter zeitgenössisch und modern als „men-at-arms“ zusammengefasst.
In den zeitgenössischen lateinischen Quellen erscheinen Edelknechte u. a. als „servientes equites, servientes loricati, famuli, scutiferi, satellites equestres, clientes oder servientes armati ut milites“. Diese Begriffe können wiederum auch nicht ritterbürtige Sergeanten (franz.: „sergents à cheval“) bezeichnen, also nach ritterlicher Art bewaffnete Krieger nichtritterlicher Abstammung. Auf Grabmälern findet sich hingegen oftmals die Bezeichnung „domicellus“, beispielsweise bei der Grabplatte für Walram (II.) von Sponheim-Kreuznach.
Mit dem militärischen Bedeutungsverlust der Ritter, Edelknechte und Schildknappen im 16. Jahrhundert mutierten die Funktionstitel Edelknecht bzw. Schildknappe in vielen Ländern Europas zu bloßen Adelstiteln. Beispiele dafür sind Edler in den Monarchien Süddeutschlands und in Österreich, sowie écuyer in Frankreich oder squire in England.

## Ritter und Edelknecht

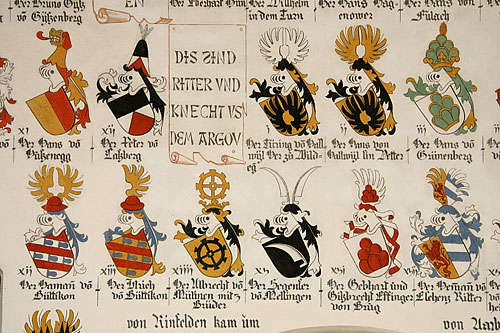
Wappen gefallener Ritter und Edelknechte (Schlacht bei Sempach, Kanton Luzern, Schweiz)

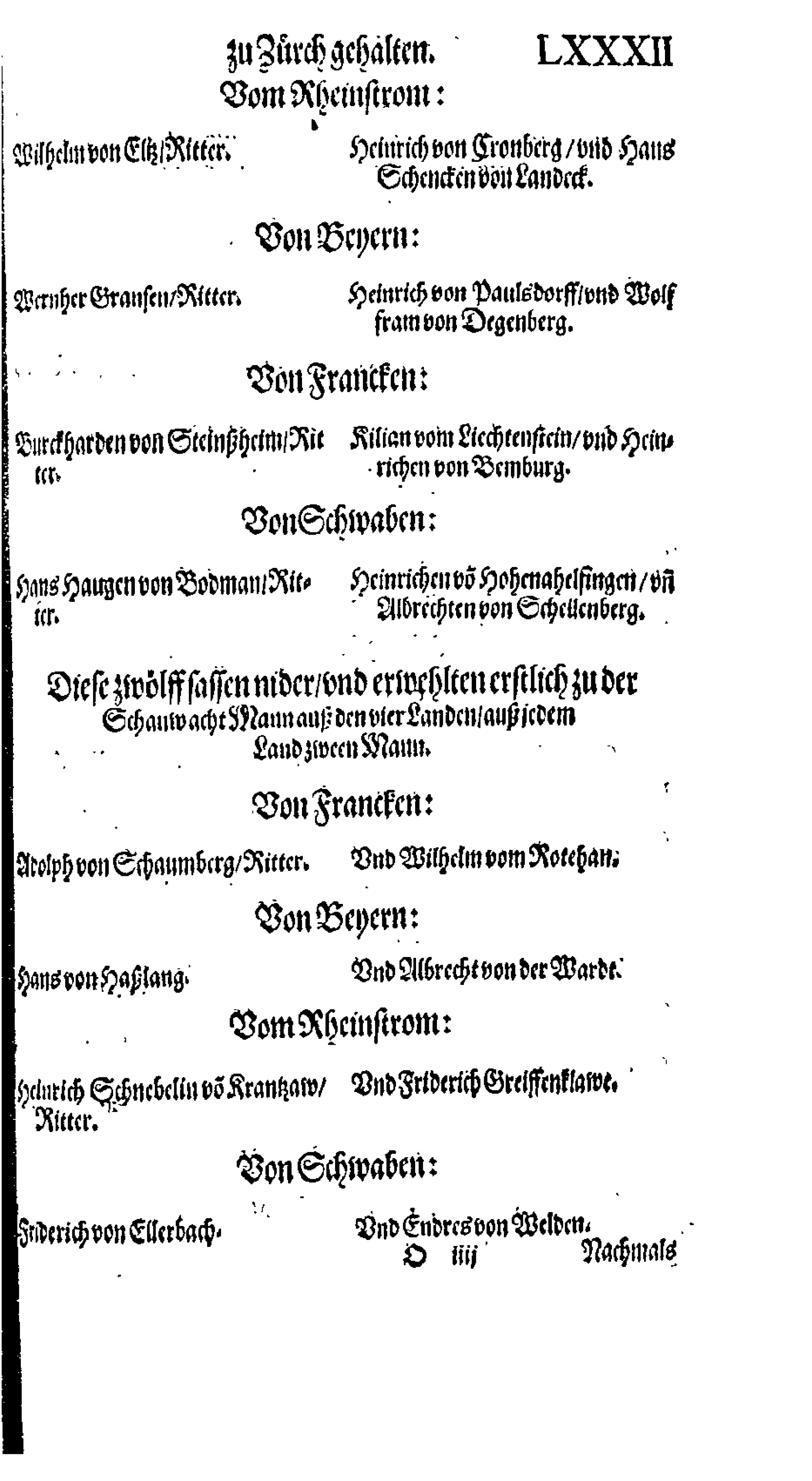
Ein Blatt aus Georg Rüxners (Rixners) Turnierbuch. Erwähnung der Ritterwürde hinter dem Namen des Teilnehmers

Aber diese [Ritter-] Würde war ein Schmuck der Wohlhabenden und Ansehnlichen des Standes geworden, sie wurde von der großen Mehrzahl des Adels nicht mehr erworben, ja nicht einmal begehrt. (Gustav Freytag)
Die meisten Angehörigen des niederen Dienstadels mussten aus wirtschaftlichen Gründen im Spätmittelalter auf den Erwerb der Ritterwürde verzichten. Häufig ermöglichte man nur dem ältesten Sohn einer Familie den Ritterstand, seine Brüder mussten Edelknechte bleiben. Für das tägliche Leben hatte dies wenig Bedeutung, allenfalls bei Turnieren wurden Unterschiede zwischen Rittern und Knechten gemacht. Drei Ritterpferde standen nur „richtigen“ Rittern zu, Edelknechte mussten sich mit zweien begnügen, wurden aber meist zum Turnier zugelassen.
Eine sichtbare Unterscheidung zwischen Edelknechten und Rittern war ursprünglich der Schwertgurt, der das eigentliche Symbol der Ritterwürde war (Schwertleite). Nichtritterliche Krieger befestigten das Schwert üblicherweise am Sattel. Diese Unterscheidung wurde in der Realität allerdings oft aufgegeben. So trägt etwa der Edelknecht Konrad Kolb von Boppard (gest. 1393) auf seinem Grabstein in der Karmelitenkirche zu Boppard einen reich verzierten Schwertgurt. Auch sonst präsentiert sich der ritterbürtige Adelige in der vollen ritterlichen Bewaffnung. In der zugehörigen Inschrift wird er ausdrücklich als Armiger (also Edelknecht) bezeichnet.
Die Karmeliterkirche in Boppard birgt noch eine weitere Grabplatte eines Edelknechtes. Die Deckplatte eines ehemaligen Hochgrabes zeigt Wilhelm von Schwalbach und seine Hausfrau Anna von Leyen. Der Herr von Schwalbach trägt auch hier die volle ritterliche Ausrüstung und stützt sich auf ein großes zweihändiges Schwert. Die reiche Ausführung seines Grabmales deutet darauf hin, dass er sicherlich in guten wirtschaftlichen Verhältnissen gelebt haben muss.
Der niedere Adel, der den größten Teil der Ritter und vor allem der Edelknechte stellte, war nicht nur ein Berufskriegerstand. So waren die mitteleuropäischen Kleinadligen oft eher größere Freibauern und Gutsverwalter als Krieger, so dass die Ritterwürde im Alltag entbehrlich war.
Einigen Edelknechten wurde wegen besonderer Tapferkeit oder anderer Verdienste sogar mehrmals die Ritterwürde verliehen. Allerdings waren diese „Promotionen“ eher von symbolischem Charakter, vergleichbar einer Ordensverleihung. Den Ausgezeichneten fehlte meist die wirtschaftliche Grundlage, um die Ritterwürde dauerhaft anzunehmen. Der ständige Unterhalt der drei üblichen Ritterpferde und der entsprechenden Anzahl an Knechten war diesen Niederadligen aus finanziellen Gründen meist unmöglich oder einfach zu teuer. Auch die Ausrichtung einer standesgemäßen „Promotionsfeier“, bei der üblicherweise die gesamte umliegende Adelsgesellschaft eingeladen werden musste, dürfte viele abgeschreckt haben. Als Edelknecht war man auch als „Ausbilder“ eines jungen Ritters ungeeignet, sparte sich hier also erheblichen zusätzlichen finanziellen und zeitlichen Aufwand.
Die gleichzeitige Ritterpromotion vieler Edelknechte war vor allem anlässlich größerer Schlachten üblich. Wenn die Zahl der ausgezeichneten Knechte auch häufig übertrieben überliefert sein dürfte, wurden sie manchmal schon vor der Schlacht zur Hebung der Kampfmoral ausgesprochen. Die Promotion nach dem Kampf war als besondere Ehrung tapferer Krieger weitaus häufiger. Hier zählte die Leistung mehr als die Herkunft, auch Bauern und Handwerker wurden gelegentlich derart ausgezeichnet. Auch anlässlich von Turnieren oder Hochzeiten kamen Massenpromotionen vor. Wie erwähnt blieben diese Promotionen oft ohne Auswirkungen auf den tatsächlichen Stand des Geehrten.
Aus allen diesen Gründen verzichteten auch etliche wohlhabende Adlige auf die Ritterwürde. Dies scheint im späteren Mittelalter so überhandgenommen zu haben, dass sogar regional Gesetze und Verordnungen erlassen werden mussten, die Ritterwürde bei entsprechendem Vermögen also verbindlich vorgeschrieben wurde.
Gustav Freytag vermutete um 1860 in seinen Bildern aus der deutschen Vergangenheit (Band 2,1, S. 375/376), es habe etwa fünf Mal mehr Edelknechte als Ritter gegeben. Für das ausgehende Mittelalter reduzierte er dieses Zahlenverhältnis sogar auf zehn zu eins. Trotz des weitgehenden Fehlens verlässlicher statistischer Angaben dürften die Schätzungen Freytags annähernd der Realität entsprechen. 1397 sollen am Frankfurter Fürstentag 1300 Ritter und 3700 Edelknechte teilgenommen haben. Die Teilnahme an einem derartigen gesellschaftlichen Großereignis war sicherlich nur wohlhabenden Edelknechten möglich.
Allerdings versuchten einige Feudalherren auch systematisch, die Entstehung eines mächtigen und wohlhabenden Ritterstandes zu unterdrücken. Edel- und insbesondere nicht ritterbürtige Kriegsknechte waren einfach „preiswerter“ und leichter zu kontrollieren. Im Zuge des allgemeinen Niederganges des Rittertums wuchs die Zahl der Edelknechte, arme „Ritter“ waren also meist gar keine.
Der Begriff Ritter umfasste ursprünglich alle berittenen Krieger, später wandelte er sich zur Standesbezeichnung. In den Augen der Bevölkerung waren Edelknechte auch „Ritter“, bis heute werden diese beiden unterschiedlichen Versionen des „Rittertums“ selbst in der seriösen wissenschaftlichen Literatur nicht deutlich genug unterschieden. Allerdings erleichtert diese Unterscheidung das Verständnis des gesellschaftlichen Phänomens Ritterschaft und besonders seines Unterganges deutlich.
Während der Schwertleite bzw. des Ritterschlages sollen oft die Worte Besser Ritter als Knecht gesprochen worden sein. Ein Beleg hierfür ist etwa der Ritterschlag Herzog Albrechts III. von Österreich, den Peter Suchenwirt um 1380 in seiner Dichtung Von Herzog Albrechts Ritterschaft überlieferte:
Der graf von Zil Herman genant,

daz swert auz seiner schaide zoch

und swencht ez in di luften hoch

und sprach zu herzog Albrecht:

"Pezzer ritter wenne chnecht!"

und slug den erenreichen slag.

Do wurden auf den selben tag

Vir und sibenzig ritter.

## Rezeption
Im Freimaurer-Hochgradsystem der Strikten Observanz, deren Anhänger ab 1751 ein sehr hierarchisches Lehrsystem, das angeblich stark auf Elementen des Templerordens basierte, in den Freimaurerlogen einzuführen versuchte, gab es neben der Klasse der Ritter auch die Klasse der Armiger. Der Ritterschlag war Adligen, Offizieren vom Hauptmann aufwärts, höheren Zivilbeamten mit Sitz und Stimme in einem Landeskollegium und Persönlichkeiten von besonderen Verdiensten vorbehalten. In die Klasse der Armiger konnten nichtadlige Akademiker aufgenommen werden, wenn sie als Geistliche, Beamte, Gelehrte, Advokaten oder Ärzte mindestens den Ratstitel besaßen.